# Rainer Grieger
Rainer Grieger (* 1. Mai 1962 in Remscheid, Nordrhein-Westfalen) ist ein deutscher Polizist. Er war von 2004 bis 2021 der Präsident der Hochschule der Polizei des Landes Brandenburg.

## Leben
Nach dem Abitur studierte Rainer Grieger von 1981 bis 1984 an der Fachhochschule für öffentliche Verwaltung in Köln für den gehobenen Polizeivollzugsdienst und wurde nach Abschluss des Studiums im Jahr 1984 zum Kriminalkommissar ernannt. Im Landeskriminalamt Nordrhein-Westfalen war er Angehöriger der Tatortgruppe „Sprengstoff/Brand“ und als Tatortermittler bei Sprengstoffanschlägen und Großbränden eingesetzt.
Nach Tätigkeiten im Stab des Landeskriminalamtes und als Ermittler sowie Fahnder bei der Kriminalpolizei des Polizeipräsidiums Duisburg kam er 1991 in den Aufbaustab des Landeskriminalamtes Brandenburg. Nach der Ausbildung für den höheren Polizeivollzugsdienst an der Polizeiführungsakademie in Münster-Hiltrup im Jahr 1994 folgten dienstliche Stationen in der Polizei Potsdam und im Landeskriminalamt Brandenburg (u. a. Spezialermittlungen OK). In den Jahren 2001 bis 2004 war er im Brandenburger Innenministerium für die Belange der Kriminalpolizei verantwortlich. In dieser Zeit vertrat er auch die deutschen Bundesländer in EU-Ratsarbeitsgruppe „Terrorismus“ in Brüssel.
Anschließend war von 2004 bis 2021 der Präsident der Hochschule der Polizei des Landes Brandenburg mit Sitz in Oranienburg und war als dieser als Vertreter der Polizeihochschulen Mitglied des Präsidiums der Rektorenkonferenz der Hochschulen für den öffentlichen Dienst. Im Jahr 2021 übernahm er als Ministerialdirigent die Leitung der Abteilung 1 (Zentralabteilung) im Ministerium des Innern und für Kommunales des Landes Brandenburg.

## Veröffentlichungen
- Mitherausgeber und Autor: „Wissensmanagement in öffentlichen Verwaltungen“, neue Rahmenbedingungen, Instrumente und Pilotprojekte zur Bewältigung des demographischen Wandlungsprozesses, LIT-Verlag Berlin 2015, ISBN 978-3-643-12902-4
- Editorial: Jugendkriminalität und Richtervorbehalt bei Gefahr im Verzug – zwei hoch aktuelle Themen.  Oranienburger Schriften, Ausgabe 4, Dezember 2009[4]
- Beitrag: Bologna und die Polizei – eine Weichenstellung Deutsches Polizei Blatt, Ausgabe 1/2008, Boorberg-Verlag[5]